# Les Assassins de la mémoire
Les Assassins de la mémoire (l'édition définitive de 2005 a pour sous-titre : « Un Eichmann de papier » et autres essais sur le révisionnisme) est un ouvrage de l'historien français Pierre Vidal-Naquet (1930-2006).

## Description
Le livre est composé de cinq articles plusieurs fois remaniés écrits entre juin 1980 et juin 1987. Le titre de l'ouvrage a été emprunté à une expression utilisée par l'historien israélien Yosef Hayim Yerushalmi lors d'un colloque en 1987 sur la question de l'oubli.
Dans cette série d'articles, Vidal-Naquet quitte le terrain de l'histoire de l'Antiquité à laquelle il s'était jusque-là consacré pour réfléchir sur le problème posé par le négationnisme (selon le terme forgé par l'historien Henry Rousso). Il s'interroge sur certains auteurs tels Robert Faurisson et Serge Thion qui nient la réalité du génocide hitlérien et qui, à la fin des années 1970, avaient eu un écho important dans les médias. Sans chercher à discuter avec les « révisionnistes » (ainsi qu'ils se désignent eux-mêmes), Vidal-Naquet tente de démonter les mécanismes de leur pensée et de l'antisémitisme qui y est sous-jacent. Il décrit sa démarche comme une « anatomie du mensonge », observant que le négationnisme aurait une origine multiple : « l'antisémitisme de type nazi, l'anticommunisme d'extrême droite, l'antisionisme, le nationalisme allemand, les divers nationalismes des pays de l'Est européen, le pacifisme libertaire, le marxisme de l'ultra-gauche. » En France, ses principaux représentants seraient : à gauche le groupe de La Vieille Taupe (dont notamment Serge Thion qui défend ardemment les thèses de Paul Rassinier) et à droite, Maurice Bardèche ou encore Henry Coston, que Pierre Vidal-Naquet qualifie d'« antisémite professionnel ».

## Table des matières
Avant-propos
1. Un Eichmann de papier (1980)
publié à l'origine par la revue Esprit en septembre 1980; texte revu par l'auteur en mai 1987 et février 2005
Anatomie d'un mensonge
I. Du cannibalisme, de son existence et des explications qui en ont été données
II. De La Vieille Taupe et des cannibales
III. De l'histoire et de sa révision
IV. De la méthode révisionniste
V. Moscou, Nuremberg, Jérusalem
VI. Les comptes fantastiques de Paul Rassinier
VII. La guerre des Juifs
VIII. De l'art de ne pas lire les textes
IX. De Platon, du mensonge et de l'idéologie
X. Vivre avec Faurisson ?
Annexe : Zyklon B, par Pitch Bloch, ingénieur chimiste à l'EPFZ et docteur en sciences, qui déconstruit les affirmations pseudo-techniques des négationnistes sur le Ziklon B.
2. De Faurisson et de Chomsky (1981)
publié en Appendice II à « Un Eichmann de papier » dans « Les Juifs, la mémoire et le présent », et dans la revue Esprit en janvier 1981 ; texte revu par l'auteur en juin 1987
3. Du côté des persécutés (1981)
Article publié dans Le Monde du 15 avril 1981
4. Thèses sur le révisionnisme (1985)
Article publié dans les Actes du colloque de l'EHESS (1982) « L'Allemagne nazie et le génocide juif », Le Seuil/Gallimard/EHESS, 1985, texte revu pour la publication, puis corrigé par l'auteur en juin 1987 et mars 2005
I. D'un révisionnisme à l'autre
II. Des mythes de guerre et du cheminement de la vérité
III. Qu'il est plusieurs demeures
IV. D'un mélange explosif
V. Des nations et d'Israël
VI. L'histoire après Auschwitz
5. Les assassins de la mémoire (1987)
Texte inédit
I. La destruction des Hilotes de Sparte
II. L'Histoire et les histoires
III. Discours-mémoire-vérité
IV. La secte
V. L'histoire et la nation
VI. Auschwitz et le tiers monde
VII. La confusion des sentiments
VIII. En guise de conclusion
6. Qui sont les assassins de la mémoire ? (1992)
Exposé rédigé en 1992 et repris dans « Réflexions sur le génocide », du même auteur (1995)
En guise de postface à l'édition de 2005 : Le négationnisme en France
Texte de Gisèle Sapiro, publié dans « La Revue de synthèse », t. 125, 5e série, 2004, 217-228

## Notice bibliographique
- Pierre Vidal-Naquet, Les Assassins de la mémoire, Paris, Maspéro, 1981 ; rééd. Paris, La Découverte, 1987 ; édition revue et augmentée, 2005. Avec une postface de Gisèle Sapiro, « Le négationnisme en France » , p. 209-225.  (ISBN 2-7071-4545-9)